# Abdelmajid Bouyboud
Abdelmajid Bouyboud (ur. 24 października 1966) – marokański piłkarz grający na pozycji napastnika.

## Kariera klubowa
Abdelmajid Bouyboud zawodową karierę piłkarską rozpoczął w 1990 roku w klubie Wydad Casablanca. Z klubem z Casablanki dwukrotnie zdobył mistrzostwo Maroka w 1991 i 1993, Puchar Maroka 1994 oraz Afrykańską Ligę Mistrzów 1992. W 1994 wyjechał do portugalskiego CF Os Belenenses, w którym występował do 1997 roku. Ostatnim etapem w karierze Abdelmajida Bouybouda była gra w chińskim Wuhan Hongtao.

## Kariera reprezentacyjna
W reprezentacji Maroka grał w latach dziewięćdziesiątych. W 1992 uczestniczył w Pucharze Narodów Afryki, na którym Maroko odpadło już w fazie grupowej.
W 1993 roku uczestniczył w zakończonych sukcesem eliminacjach do Mistrzostw Świata 1994.
Na Mundialu w USA Abdelmajid Bouyboud był rezerwowym i wystąpił tylko w meczu z reprezentacją Holandii. Uczestniczył również w eliminacjach do Mistrzostw Świata 1998, jednakże na finały nie został powołany.